# Javier de Hoz
Jesús Javier de Hoz Bravo (29 de julio de 1940-12 de enero de 2019) fue un filólogo y catedrático de universidad nacido en Madrid. Estuvo adscrito al Departamento de Filología Griega y Lingüística Indoeuropea de la Facultad de Filología de la Universidad Complutense de Madrid.
Sus principales intereses fueron la filología clásica, en particular literatura griega arcaica, teatro griego, epigrafía griega; la paleohispanística; la lingüística histórica, el Mediterráneo antiguo y céltica, y la historia de la escritura.
Se licenció en Filología Clásica en 1962 en la Universidad Complutense. Se doctoró por la misma universidad en 1966 con un trabajo dirigido por Francisco Rodríguez Adrados por el que recibió un premio extraordinario. Durante años fue profesor catedrático de Griego en la Universidad de Salamanca.
Era miembro del patronato de la Fundación Pastor de estudios clásicos; antiguo becario de la Fundación W. von Humboldt, Universidad de Tubinga (1978-1979); Wiedereinladung Universidad de Bonn (1988). 
Fue fundador de la Revista Habis, Universidad de Sevilla (1969). Fue miembro asesor del Central Coordinating Comitee for Study of Celtic de la Unesco, París (1984, 1991). Vortrag in memoriam Rudolf Thurneysen l988, Universidad de Bonn: " The Celts of the Iberian Peninsula". 
Perteneció a consejos editores o asesores de publicaciones científicas:
- Veleia, Universidad del País Vasco, desde 1989.
- Habis, Universidad de Sevilla, desde 1990.
- Cuadernos de Filología Clásica, Universidad Complutense,1990.
- Complutum, Universidad Complutense, desde 1991.
- Tempus, Madrid, desde su fundación.
- Hispania Epigraphica, Universidad Complutense, 1999.
- Paleohispanica, Zaragoza, desde su fundación.

Fue autor de numerosas publicaciones de la especialidad.